# Yascha Mounk

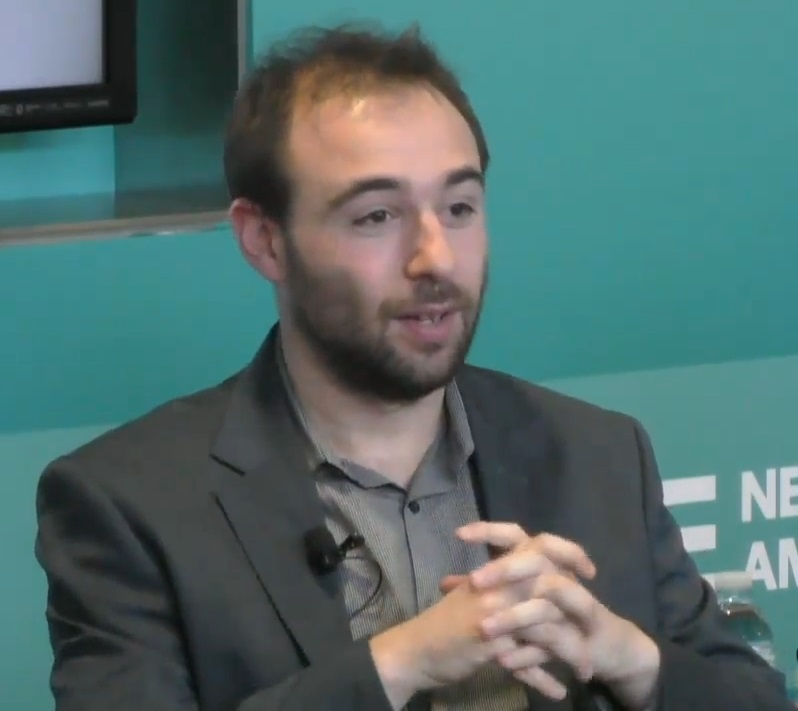
Yascha Mounk (2016)

Yascha Mounk (* 10. Juni 1982 in München) ist ein deutsch-US-amerikanischer Publizist und Politikwissenschaftler, der als Associate Professor für Internationale Beziehungen an der Johns Hopkins University in Baltimore lehrt. Er ist Senior Fellow am SNF Agora Institute derselben Universität, Senior Fellow im Council on Foreign Relations und seit April 2023 Mitglied des Herausgeberrates der Wochenzeitung Die Zeit.
Als freier Publizist schrieb er unter anderem für die New York Times, The Wall Street Journal, Foreign Affairs, Slate, The Atlantic und Zeit Online. Er unterhält auch einen Podcast „The Good Fight“. Mounk nahm 2017 die US-amerikanische Staatsbürgerschaft an.

## Leben
Yascha Mounk ist der Sohn einer polnisch-jüdischen Mutter, die im Jahr 1969 mit ihren Eltern auf Grund einer Säuberungswelle in der Kommunistischen Partei Polen verlassen hatte. Er wuchs in verschiedenen kleinen Städten in Deutschland auf. Aufgrund von sowohl anti- als auch philosemitisch  wahrgenommener Erfahrungen fühlte er sich nach eigener Darstellung in seinem Buch Stranger in My Own Country: A Jewish Family in Modern Germany immer als Fremder und nicht als Deutscher in seinem Geburtsland Deutschland.
Nachdem er im Alter von 13 Jahren in die SPD eingetreten war, verließ er sie im Jahr 2015 öffentlichkeitswirksam wieder mit einem offenen Brief an den damaligen SPD-Vorsitzenden Sigmar Gabriel. Als Gründe nannte er unter anderem die mangelnde Hilfsbereitschaft deutscher Institutionen Flüchtlingen gegenüber, die passive Haltung führender SPD-Politiker und von Teilen der Partei während der Annexion der Krim durch Russland 2014 sowie die Griechenlandpolitik der SPD, die er einen „Verrat am sozialdemokratischen Traum eines vereinten Europas“ nannte.
Im Jahr 2005 ging Mounk zum Studium in die Vereinigten Staaten und erwarb dort einen Ph.D. in Regierungswissenschaft an der Harvard-Universität. Als er im März 2017 die US-amerikanische Staatsbürgerschaft annahm, begründete er diesen Schritt unter anderem damit, dass er so der Wahl Donald Trumps zum Präsidenten der Vereinigten Staaten besser entgegentreten könne. Mounk lebt in New York. Seine Tätigkeiten im Herausgeberrat der Zeit und als Artikelschreiber für The Atlantic ruhen seit Februar 2024 aufgrund strafrechtlich relevanter Vorwürfe.

## Positionen

### Nationalismus
In einem Interview in der Süddeutschen Zeitung erklärte Mounk im Februar 2018, dass er seine Position zum Nationalismus geändert habe. Während er diesen früher als Relikt der Vergangenheit angesehen habe, das überwunden werden müsse, sprach er sich nun für einen „inklusiven Nationalismus“ aus, da ansonsten das brachliegende Feld des Nationalen von Menschen besetzt werde, denen ein aggressiver Nationalismus vorschwebe. In den Tagesthemen äußerte er, dass „wir“ hier ein „historisch einzigartiges Experiment wagen, und zwar eine monoethnische und monokulturelle Demokratie in eine multiethnische zu verwandeln“. In der Haaretz riet er dem „liberalen Lager“, sich den so verstandenen Nationalismus zu eigen zu machen, damit es den Menschen leichter falle, in einer multiethnischen und demokratischen Gesellschaft zu leben. „Der Schlüssel“ dazu sei, merkt er mit „einem ironischen Lächeln“ an, die Übernahme der populistischen Forderung, Menschen und Nationen sollten wieder das Gefühl bekommen, die Kontrolle über ihr Leben bzw. ihr Schicksal zu haben.

### Migration
In der Migrationsfrage begrüßt Mounk die Zuwanderung aus fremden Kulturen nach Europa und die damit verbundenen Veränderungen ausdrücklich. Gegner einer multiethnischen Gesellschaft, die mit Hass darauf reagieren, sollen nach Mounk vom Staat wegen Hassverbrechen bestraft werden.

„Es ist ein historisch einzigartiges Experiment, eine Demokratie zu nehmen, die diese monoethnische Vorstellung von sich selber hatte, und sie in eine multiethnische Gesellschaft umzuwandeln.
Nun gibt es große Bevölkerungsteile, ich zähle mich da hinzu, die das willkommen heißen, die das wunderbar finden, die das richtig finden. Aber es gibt natürlich auch Teile der Gesellschaft, denen das Ängste bereitet und die sich dann dagegen aufbäumen. Das […] müssen wir offen anerkennen.“

„In Westeuropa läuft ein Experiment, das in der Geschichte der Migration einzigartig ist: Länder, die sich als monoethnische, monokulturelle und monoreligiöse Nationen definiert haben, müssen ihre Identität wandeln. Wir wissen nicht, ob es funktioniert, wir wissen nur, dass es funktionieren muss.“

### Europäische Union
Mounk empfiehlt, das Demokratiedefizit der EU anzugehen, indem das Europäische Parlament gegenüber dem Europäischen Rat und der EU-Kommission „viel mehr Macht“ bekommt und gleichzeitig Entscheidungen, die ebenso gut in nationalen Parlamenten getroffen werden könnten, an die Mitgliedstaaten zurückgegeben werden. Von der Idee einer „immer engeren Union“ sei abzurücken.

### Identitätspolitik
Mounks Buch Im Zeitalter der Identität: Der Aufstieg einer gefährlichen Idee (2024) untersucht kritisch die Dynamiken und Konsequenzen von Identitätspolitik und Wokeness und stellt dabei heraus, wie aus anfänglich noblen Überzeugungen sektiererische Ideologien entstehen können. Mounk analysiert die theoretischen Grundlagen der Identitätspolitik, darunter postmoderne Machttheorien und postkoloniale Ansätze, und zeigt auf, wie diese in ihrer Radikalisierung zu einer Spaltung der Gesellschaft und der Unfähigkeit zur Bildung von Allianzen führen. Er kritisiert, dass die Identitätspolitik in ihrer extremen Form zu einer unfalsifizierbaren Ideologie mutiert, in der abweichende Meinungen nicht nur als sachlich falsch, sondern als moralisch verwerflich abgetan werden. Positive Kritiken bescheinigten dem Buch beispielsweise eine maßvolle Auseinandersetzung mit den wahrgenommenen Übertreibungen der Identitätspolitik. Andererseits wurde unter anderem bemängelt, dass Mounks Rekonstruktion der ideengeschichtlichen Genese der Identitätspolitik die Werke von Denkern wie Michel Foucault oder Edward Said teilweise verzerre.

## Schriften
- Stranger in My Own Country. A Jewish Family in Modern Germany. Farrar, Straus and Giroux, New York 2014, ISBN 0-374-53553-1
  - Echt, du bist Jude? Fremd im eigenen Land. Kein & Aber, Zürich 2015, ISBN 978-3-0369-5727-2 (vom Autor stark überarbeitete Fassung der Originalausgabe; deutsche Übersetzung der aus der Originalausgabe übernommenenen Teile von Simone Jakob).
- The Age of Responsibility: Luck, Choice and the Welfare State. Harvard University Press, 2017, ISBN 978-0-674-23767-4
- The People vs. Democracy: Why Our Freedom Is in Danger and How to Save It. Harvard University Press, 2018, ISBN 978-0-674-97682-5
  - Der Zerfall der Demokratie. Wie der Populismus den Rechtsstaat bedroht. Droemer, München 2018, ISBN 978-3-426-27735-5
- Das große Experiment. Wie Diversität die Demokratie bedroht und bereichert, Droemer Knaur, München 2022, ISBN 978-3-426-27850-5
- The Identity Trap: A Story of Ideas and Power in Our Time, Allen Lane, London 2023, ISBN 978-0-241-63829-3.
  - Im Zeitalter der Identität: Der Aufstieg einer gefährlichen Idee. Aus dem Amerikanischen von Sabine Reinhardus und Helmut Dierlamm, Klett-Cotta, Stuttgart 2024, ISBN 978-3-608-98699-0.

Essays
- Shock to the system. theguardian.com, 4. März 2018
- Sozialdemokratie: Vergesst die Arbeiterklasse nicht! Zeit Online, 1. Dezember 2019